# Вацлав Сверкош
Ва́цлав Све́ркош (чеськ. Václav Svěrkoš; *1 листопада 1983, Тржинець, Чехословаччина) — чеський футболіст, нападник клубу Банік (Острава) та збірної Чехії.
Автор першого голу на чемпіонаті Європи з футболу 2008.

## Титули і досягнення
- Володар Кубка Австрії (1):

Аустрія (Відень): 2006-07
- Найкращий бомбрардир Чемпіонату Чехії (1):

Банік (Острава): 2007-08